# Scatella bullacosta
Scatella bullacosta är en tvåvingeart som beskrevs av Cresson 1934. Scatella bullacosta ingår i släktet Scatella och familjen vattenflugor.
Artens utbredningsområde är Taiwan. Inga underarter finns listade i Catalogue of Life.